# Amor & Pasión
Amor & Pasión (Amor i Passió) publicat en 2015, és el setè àlbum d'estudi del grup musical de crossover clàssic Il Divo, format per un quartet vocal de cantants masculins, Urs Bühler tenor suís, Carlos Marín baríton espanyol, David Miller tenor nord-americà i el cantant pop francès Sébastien Izambard. Produït pel colombià guanyador de múltiples premis «Gramy Llatins» Julio Reyes Copello.

## Llançament
L'àlbum serà publicat el 6 de novembre de 2015 a Espanya i a la resta d'Europa, i el 23 de novembre a Amèrica i el 28 d'octubre al Japó.

## Gravació
La gravació del CD es va realitzar als estudis  Miami Art House Studios de Miami, a l'inici del 2015.
Durant el mes de juliol de 2015, van iniciar la campanya fotogràfica per al seu setè àlbum i l'enregistrament d'un nou videoclip als carrers de la ciutat de Tepoztlán, a Mèxic, sota la producció de CTT Exp & Rentals.

## Temes
El disc abasta un segle de tangos tradicionals, mambes i boleros clàssics, amb sabors i ritmes sensuals d'Espanya, Cuba, Argentina i Mèxic, fent l'ullet als inicis del quartet, onze anys enrere, mentre que marca un nou capítol en la seva carrera.
L'àlbum solament contindrà cançons en espanyol, primer disc íntegre en un mateix idioma del grup, amb les versions de les cançons «Por una cabeza» tango compost per Carlos Gardel i Alfredo Li Pera, «Abrázame» de Juan Gabriel, «Si Voy A Perderte (Don't Wanna Lose You)», «Quizás, Quizás, Quizás» del compositor Osvaldo Farrés, «Bésame mucho» de la compositora Consuelito Velázquez, «¿Quien Será?» mambo compost per Pablo Beltrán Ruiz i Luis Demetrio, «Volver» tango de Carlos Gardel, el bolero «Historia de un Amor», «Eres Tú», el bolero «Contigo en la distancia» de César Portillo de la Llum, «A Las Mujeres Que Yo Amé (To All the Girls I've Loved Before)» i l'emblemàtica «Himno de la Alegría (Ode to Joy)».

### Llista de temes

#### Edició Internacional
| Núm. | Títol                                                           | Composició                                                                        | Durada |
| ---- | --------------------------------------------------------------- | --------------------------------------------------------------------------------- | ------ |
| 1.   | «Por una cabeza»                                                | Carlos Gardel; Alfredo Le Pera                                                    | 3:44   |
| 2.   | «Abrázame Fuerte»                                               | Juan Gabriel                                                                      | 3:27   |
| 3.   | «Si Voy A Perderte (Don't Wanna Lose You)»                      | Gloria Estefan                                                                    | 4:47   |
| 4.   | «Quizás, Quizás, Quizás»                                        | Osvaldo Farrés                                                                    | 2:15   |
| 5.   | «Bésame mucho»                                                  | Consuelo Velázquez                                                                | 2:31   |
| 6.   | «[¿Quien Será? (Sway)»                                          | Pablo Beltrán Ruiz; Luis Demetrio                                                 | 3:01   |
| 7.   | «Volver»                                                        | Carlos Gardel                                                                     | 3:12   |
| 8.   | «Historia de un Amor»                                           | Carlos Eleta Almarán                                                              | 3:29   |
| 9.   | «Eres tú»                                                       | Juan Carlos Calderón                                                              | 4:04   |
| 10.  | «Contigo En La Distancia»                                       | César Portillo de la Luz                                                          | 2:51   |
| 11.  | «A Las Mujeres Que Yo Amé (To All the Girls I've Loved Before)» | Hal David; Albert Hammond                                                         | 4:32   |
| 12.  | «Himno de la Alegría (Ode to Joy)»                              | Ludwig van Beethoven; Amado Regueiro Rodríguez; Osvaldo Nicolás Ferraro Gutierrez | 3:43   |

## Personal

### Il Divo
- Carlos Marín
- Sébastien Izambard
- David Miller
- Urs Bühler

### Addicional
- Julio Reyes Copello (Producer, arrangements, piano, programming)
- Juan Camilo Arboleda (Aarrangements)
- Dick Beetham (Mastering)
- Alberto Quintero (Mixed, engineered, orchestral arrangement, percussion)
- Ricardo Lopez Lalinde (Engineered, programming)
- Carlos Ferzando Lopez (Engineered, programming)
- Jan Holzer (Engineered)
- Vitek Kral (Engineered)
- Andres Bermudez (Engineered)
- Carlos Fernando Lopez (Orchestral arrangement)
- Gabriel Saientz Bandoneón (Engineered)
- David Alsina (Engineered)
- Maria Elisa Ayerbe (Engineered)
- Richard Bravo (Percussion)
- Dan Warner (Guitar)
- Guillermo Vadalá (Bass)